# Музеј у Смедереву
Музеј у Смедереву је завичајна музејска установа комплексног типа, a у саставу музеја се налази природњачка, археолошка, нумизматичка, историјска, етнолошка, уметничка збирка, као и збирка савремене уметности.
Основна делатност музеја у Смедереву, поред музејских послова у домену прикупљања, проучавања, стручне и научне обраде, заштите и презентације предмета од културно-историјског, односно музеолошког значаја на територији општине Смедерево, обухвата и културно-просветну, педагошку, излагачку, издавачку и промотивну делатност. Поред сталне изложбене поставке музејских експоната, у музеју се организују бројне тематске изложбе, као и различите промоције и предавања.

## Изложбена поставка
Музеј у Смедереву има сталне и тематске поставке. Тематске поставке организују кустоси запослени у музеју, а стална поставка се налази у лапидаријуму музеја и на два спрата. Поставка Музеја у Смедереву је завичајног типа, а предмети који се у оквиру поставке излажу углавном су пронађени на територији Смедерева или су важна сведочанства о прошлости овог краја. Временски период који је презентован изложеним предметима веома је велики и хронолошки обухвата распон од далеке геолошке прошлости, преко праисторије и појаве првих људских култура, до средине 20. века.
Лапидаријум је анекс оригиналне зграде музеја према тврђави у којем се чувају већи предмети од камена и дрвета, од којих се неки чувају и излажу под отвореним небом. У лапидаријуму се налазе споменици из различитих временских епоха, почевши од антике, преко средњег века до османског периода.
У другој сали на првом спрату може се видети основна поставка Музеја Смедеревска тврђава – оп престонице до споменика културе. У њој је приказан историјат Смедеревске тврђаве од тренутка када је основана, преко њене средњовековне и османске историје до њене улоге у Првом и Другом светском рату (као и прича Петојунске трагедије) и проглашења тврђаве за споменик културе.

## Збирке
У музеју је присутно неколико одељења. Збирке присутне у музеју су:

### Палеонтолошка
Формирање палеонтолошке збирке почиње много пре формалног утемељења 2002. године, када су музејски стручњаци постали свесни потребе да најстарија сведочанства постојања живог света на овом поднебљу као и њихов еволутивни пут, пронађу своје место у розети културне баштине смедеревског краја. Збирка је данас диференцирана на фосилни материјал: бескичмењаке, кичмењаке и рецентни, односно, археозоолошки материјал.

### Археолошка
Археолошка збирка Музеја у Смедереву покрива велики временски период, од 6. века  п. н. е. до 17. века н.е. и истиче се значајем појединих предмета. На територији коју покрива смедеревски музеј налази се више од стотину археолошких локалитета.
Материјал праисторије и антике који се налази у Музеју, углавном су случајни и појединачни налази до којих је музеј дошао путем откупа или поклона, тако да за већину њих нема основних података о месту и условима налаза. Ипак, са сигурношћу се може рећи да материјал потиче са подручја Смедеревског Подунавља, односно нешто ширег од административне области града Смедерева. Средњовековни материјал који се налази у музеју је са ископавања вршених у Смедеревској тврђави. Ископавања је најпре вршио Војни музеј из Београда, затим Београдски завод за заштиту споменика културе, Археолошки институт и на крају Регионални завод за заштиту споменика културе Смедерево.

### Нумизматичка
Нумизматичко одељење је по свом фундусу најбројније одељење смедеревског музеја. Броји преко 11.000 комада металног и око 600 комада папирног новца. Збирка је сукцесивно сакупљана, и то углавном откупом, а појединачни налази путем поклона.
У одељењу је заступљен новац од 1. века н.е. до средине 20. века. Има грчког, римског, византијског, српског-средњовековног, турског и српског с краја 19. века. Новац је из остава, приватних колекција, добијен путем археолошких ископавања и случајни појединачни налази.

### Уметничка
Основа за формирање збирки уметничког одељења била је оставштина Милана Јовановића Стојимировића, конфискована по завршетку Другог светског рата, а значајно обогаћена легатом који је он 1966. године завештао Музеју. Од оснивања Музеја до данас збирке су се богатиле путем поклона и откупа. У уметничком одељењу се чува 482 предмета систематизованих у следећим збиркама: збирка ликовне уметности (263), збирка икона (106), збирка црквених ствари (81) и збирка примењене уметности (36).

### Етнолошка
Полазни основ за формирање етнолошке збирке Музеја у Смедереву били су предмети из фонда Гимназијске збирке старина и приватне колекције Милана Јовановића Стојимировића. Каснијим откупима и поклонима у Музеју и на терену, овај првобитни музејски фонд се током година увећавао, тако да збирку данас чини око 1350 предмета који су имали различите функције у животу сеоског и градског становништва смедеревске општине.
Један мањи број предмета потиче из области југоисточне Србије, Косова и Метохије и са простора бивших југословенских република Босне и Херцеговине, Македоније, Хрватске. То су предмети традиционалног покућства и одеће, али су они сведочанство о једном периоду новије историје (након Другог светског рата), када се у Смедерево и околна села доселио значајан број миграната. Досељено становништво постало је саставни, активни део структуре становништва смедеревске општине, стога ови предмети имају своје место и значај у етнолошком проучавању смедеревског краја.

### Историјска
Историјска збирка Музеја у Смедереву броји око 2.000 предмета из различитих временских периода. Ови предмети су сведочанства о прошлости Смедеревског Подунавља, али и много ширих географских простора. Материјал је веома разнородан и, ради лакше прегледности, распоређен у више целина: одликовања, ордење, медаље, споменице и плакете; оружје; карте и мапе; заставе; повеље дипломе и укази; рукописи; разгледнице; фотографије; пропагандни материјал; новине и штампа; старе и ретке књиге.

## Историјат Музеја у Смедереву
Музеј у Смедереву настао је захваљујући ентузијазму прегалаца културног живота Смедерева, који су сакупљањем предмета очували сећање на прошла времена и отргнули баштину Смедерева и смедеревског краја од заборава. Они су били пионири који су, неуморним радом на сакупљању, чувању, научној обради и презентовању баштине, деловање музеја у Смедереву чврсто утемељили у локалној заједници.
Пасионирани колекционари и љубитељи старина, попут Милана Јовановића Стојимировића, новинара, политичара и љубитеља старина, Светозара Спасојевића, првог управника смедеревског Музеја или Леонтија Павловића, дугогодишњег директора музеја и преданог научног радника, допринели су, у великој мери, да се бројни предмети од изузетног значаја прикупе у збирке музеја.
Основа за формирање музејског фонда биле су Гимназијска збирка старина и конфискована Приватна збирка Милана Јовановића Стојимировића. Музеј у Смедереву основан је одлуком Градског народног одбора Смедерева 12. априла 1950. године. Први назив који је смедеревски музеј понео био је Народни музеј. Одлуком Скупштине Општине Смедерево из 1972. године Музеј у Смедереву добија данашње име, као и нову зграду у Омладинској улици бр. 4, у којој се и данас налази а која је до тада била хотел Јадран. Одлуком Општине Смедерево из 2005. године делатност музеја у Смедереву проширује се формирањем галерије савремене уметности, која се налази на централном градском Тргу републике.

### Гимназијска збирка старина
Након Првог светског рата професор историје у Смедеревској гимназији Љубомир Петровић први се почео озбиљније бавити сакупљањем и проучавањем старина са ових простора. Неко време их је чувао у својој кући, да би касније збирку пренео у Гимназију, где му је она служила за боље разумевање наставе.
Директор Гимназије Владимир Лазић наложио је 1935. године да се установи инвентар ове музејске збирке. На основу овог инвентара Гимназијска збирка старина је по попису из 1941. године бројала 725 различитих предмета. Међу експонатима најважнији су били: стуб јонског стила од белог мермера, римски камени жрвањ, пет пергамената, од којих три на грчком језику, а два на старословенском (српскословенском) језику, по један сребрни новчић Цезара, Александра Македонског и града Дубровника, камени умиваоник из турског храма у Смедереву, три сребрна грчка и четири римска сребрна новчића и друго. Пре овог пописа Гимназијска збирка је делимично страдала услед бомбардовања 6. априла 1941. и експлозије муниције и експлозива у Смедереву 5. јуна 1941.

### Приватна збирка Милана Јовановића Стојимировића
Од пресудног значаја за формирање фонда смедеревског музеја била је приватна збирка Милана Јовановића Стојимировића (1898—1966), политичара, правника, новинара и књижевника, који је своју свестрану личност обележио и колекционарском делатношћу. Јаком сакупљачком страшћу сабрао је у своју збирку велики број предмета ликовне уметности (слике, скулптуре, графике), примењене уметности, иконе, етнолошке предмете (накит и покућство), археолошке предмете (камена пластика) и историографски материјал. Након завршетка Другог светског рата његова збирка је конфискована, а Милан Јовановић Стојимировић оптужен и осуђен на 15 година робије због колаборације са окупатором. Упркос томе, Стојимировић је тестаментом из 1964. године завештао уметнички легат музеју у Смедереву састављен од 34 предмета (слике, скулптуре, предмети примењене уметности и стилски писаћи сто кнеза Михаила Обреновића).

### Преименовање и промена локације
Од 1959. до 1972. године Музеј је био смештен у кући овог знаменитог Смедеревца која се налазила на углу улица Анте Протића 2 и Карађорђеве. Временом, музејски фонд се богатио, а делатност Музеја осавремењавала и проширивала, па је зграда музеја постала нефункционална. Ангажовањем доктора Леонтија Павловића, дугогодишњег управника Музеја и неуморног прегаоца у културном животу Смедерева, музеј у Смедереву добија нову, савременију зграду. Том приликом, за потребе музеја, креирана је нова, савремена основна музејска поставка која је смештена у три музејске сале и лапидаријуму. Најрепрезентативнији експонати изложени су тематско-хронолошки у основној поставци музеја, тако да се историја Смедерева може пратити од најранијих појава живота на овим просторима, преко праисторије и антике, средњег века, па све до средине 20. века.

### Музеј у 21. веку
Одлукама СО Смедерево из 2001. године, прво је смедеревском музеју предата на старање и коришћење Смедеревска тврђава, а затим је 2007. године прешла у надлежност Туристичке организације града Смедерева. Формирањем Сектора градске галерије савремене уметности 2005. године, делатност музеја значајно се проширује и изложбена делатност постаје динамичнија. Музеј у Смедереву је током минулих шест деценија био неодвојиви део културног, научног, образовног, али и друштвено-политичког миљеа Смедерева и околине. Географски оквири утицаја смедеревског музеја не завршавају се са административним границама града Смедерева.
На 68. годишњицу музеја, 12. априла 2018. године, је отворена нова стална поставка Музеја у Смедереву Смедеревска тврђава – оп престонице до споменика културе. Овом новом поставком је замењена претходна која је стојала од 1972. године, а пројекат реновирања и отварања су финансирали Министарство културе и информисања Републике Србије и Град Смедерево. Други део сталне поставке, Гвожђе, грожђе и урбане вибрације, посвећен значајним обележјима града је отворен 2021. године поводом манифестације Музеји за 10.

## Издавачка делатност
Музеј се још од кад је био Народни музеј бавио публикацијама о културним добрима Смедерева и околине. Публиковао је бројне монографије и каталоге изложба. Осим монографија, музеј редовно објављује и свој зборник радова: Смедеревски зборник, који је први пут објављен 2006. године.

## Галерија
- Музеј споља
- Улаз у Музеј
- Мултифункционална сала Музеја у приземљу
- Лева кљова мамута из плеистоцена
- Римски надгробни споменик из 3. века н.е.
- Златник Септимија Севера. Редак примерак који је искован током владавине
- Бисерна минђуша Бранковића из 15. века
- Пар златних минђуша пронађен током археолошких ископавања сакралног објекта у смедеревској тврђави
- Ноте Кир Стефана Србина
- Витешки шлем из 15. века пронађен у смедеревској тврђави изложен у музеју
- Сребрни новчић деспота Ђурђа Бранковића изложен у Музеју
- Римски оловни саркофаг из 4. века н.е.
- Турска блуза из 19. века
- Марамица кнеза Милоша Обреновића
- Арсеније Петровић, Стара Смедеревка
- Насловна страна Новина сербских из 1814.
- Орден белог орла III степена из историјске збирке музеја
- Скулптура Селимира Јовановића Човек Бетон III
- Прва серија Смедеревског журнала из 1921.
- Првих 5 бројева Смедеревског зборника
- звоно митрополита Нићифора
- златне наушнице из 15. века пронађене у Малом граду Смедеревске тврђаве
- надгробна плоча протовестијара Родопа из Дренице
- део сталне поставке
- деспотица Јерина, Зденко Павић
- златне наушнице из 15. века пронађене на простору двора деспота Ђурђа Бранковића
- Немачки Лугер пиштољ
- осликан керамички суд, 15. или 16. век
- портрет Карађорђа Петровића, 1890.
- ручни вез
- Српски војнички шлем Адријан
- турски новац, Међедије и Аспре
- турски надгробни споменици
- шлем из 15. века
- турски надгробни споменици
- Бургија, Габриел Глид
- верижњача
- макета Смедеревске тврђаве
- мачеви
- пушке кукаче (фитиљаче)
- ручни топ
- Селимир Јовановић, Ливац
- чамац копаница, 1860. година
- Хорос из Марковог манастира код Скопља из 14. века
- смедеревска породица Угричић